# Bulbophyllum ramulicola
Bulbophyllum ramulicola é uma espécie de orquídea (família Orchidaceae) pertencente ao gênero Bulbophyllum. Foi descrita por André Schuiteman em 2002.